# Sexton Hill, Virginia
Sexton Hill là một cộng đồng chưa hợp nhất tại Hạt Richmond, thuộc tiểu bang Virginia của Hoa Kỳ.